# Examnes versutus
Examnes versutus är en skalbaggsart som först beskrevs av Francis Polkinghorne Pascoe 1866.  Examnes versutus ingår i släktet Examnes och familjen långhorningar. Inga underarter finns listade i Catalogue of Life.